# FA Charity Shield 1959
Lo FA Charity Shield 1959, noto in italiano anche come Supercoppa d'Inghilterra 1959, è stata la 37ª edizione della Supercoppa d'Inghilterra.
Si è svolto il 15 agosto 1959 al Molineux Stadium di Wolverhampton tra il Wolverhampton, vincitore della First Division 1958-1959, e il Nottingham Forest, vincitore della FA Cup 1958-1959.
A conquistare il titolo è stato il Wolverhampton che ha vinto per 3-1 con reti di Jimmy Murray, Peter Broadbent e Mickey Lill.

## Partecipanti
| Squadre           | Qualificazione                           | Partecipazioni precedenti (il grassetto indica la vittoria) |
| ----------------- | ---------------------------------------- | ----------------------------------------------------------- |
| Wolverhampton     | Vincitore della First Division 1958-1959 | 3 (1949, 1954, 1958)                                        |
| Nottingham Forest | Vincitore della FA Cup 1958-1959         | Nessuna                                                     |

## Tabellino
| Wolverhampton 15 agosto 1959                                          | Wolverhampton | 3 – 1 referto | Nottingham Forest | Molineux Stadium (39.834 spett.) |
| \| \| \| \| \| Murray Broadbent Lill \| Marcatori \| 37’ Wilson[1] \| |               |               |                   |                                  |
|                                                                       |               |               |                   |                                  |
| Murray Broadbent Lill                                                 | Marcatori     | 37’ Wilson    |                   |                                  |

### Formazioni
| Wolverhampton: |    |                   |
|                |    |                   |
| P              | 1  | Malcolm Finlayson |
| D              | 2  | Eddie Stuart      |
| D              | 3  | Gwyn Jones        |
| D              | 5  | George Showell    |
| C              | 4  | Eddie Clamp       |
| C              | 6  | Ron Flowers       |
| C              | 7  | Mickey Lill       |
| C              | 10 | Peter Broadbent   |
| C              | 11 | Norman Deeley     |
| A              | 8  | Bobby Mason       |
| A              | 9  | Jimmy Murray      |
| Allenatore:    |    |                   |
| Stan Cullis    |    |                   |

| Nottingham Forest: |    |                  |  |          |
|                    |    |                  |  |          |
| P                  | 1  | Chic Thomson     |  |          |
| D                  | 2  | Bill Whare       |  |          |
| D                  | 3  | Joe McDonald     |  |          |
| D                  | 5  | Bob McKinlay     |  |          |
| C                  | 4  | Jeff Whitefoot   |  |          |
| C                  | 6  | Jim Iley         |  |          |
| C                  | 7  | Billy Gray       |  |          |
| C                  | 10 | Stewart Imlach   |  |          |
| C                  | 11 | Brian Pilkington |  |          |
| A                  | 8  | Bernie Kelly     |  |          |
| A                  | 9  | Tommy Wilson     |  | Uscita   |
| Sostituzioni:      |    |                  |  |          |
| A                  | 12 | Peter Knight     |  | Ingresso |
| Allenatore:        |    |                  |  |          |
| Billy Walker       |    |                  |  |          |